# 삼원FA
삼원FA 주식회사는 부산광역시 해운대구  반송로 513번길 (석대동)에 본사를 둔 대중교통 시스템 및 카드 단말기 제작 업체이다.

## 본점 및 지점 현황
- 본사: 부산광역시 해운대구  반송로 513번길 (석대동)
- 서울지사: 서울특별시 금천구 가산디지털1로 168